# Лизелоте Велскопф-Хенрих
Лизелоте Велскопф-Хенрих (на немски: Liselotte Welskopf-Henrich), всъщност Елизабет Шарлот Хенрих (15 септември 1901, Мюнхен, Германия – 16 юни 1979, Гармиш-Партенкирхен) е германска писателка и историчка.
През живота си Велскопф изследва две култури – на Древна Гърция и северноамериканските индианци. Професионално, тя е заета с древна история и тук тя е една от най-влиятелните фигури в ГДР, а частно – тя се посвещава на индианците, за които пише романи, които са сред класиката на източногерманската младежка литература.

## Отличия и награди
- 1951 – Първа награда за детска литература на ГДР за „Синовете на Великата мечка“
- 1958 и 1961 – Орден „За заслуги пред Отечеството“
- 1966 – Орден „Знаме на труда“
- 1968 – Награда „Фридрих Герщекер“ за „Синовете на Великата мечка“
- 1972 – Национална награда на ГДР III степен
- 1974 – Изявен народен учен

## За нея
- За „Синовете на Великата мечка“ и силата на човешките мечти
- Friedrich von Borries, Jens-Uwe Fischer, Sozialistische Cowboys. Der Wilde Westen Ostdeutschlands. Suhrkamp, Frankfurt am Main 2008, ISBN 978-3-518-12528-1 (Edition Suhrkamp 2528).
- Erik Lorenz, Liselotte Welskopf-Henrich und die Indianer. Eine Biographie. 2. überarbeitete Auflage. Palisander-Verlag, Chemnitz 2010, ISBN 978-3-938305-14-0.
- Lothar Mertens, Das Lexikon der DDR-Historiker. Saur, München 2006, ISBN 3-598-11673-X, S. 631.
- Uli Otto, Till Otto, Auf den Spuren der Söhne der Großen Bärin. Untersuchung zum historischen und kulturgeschichtlichen Hintergrund der Jugendbücher «Die Söhne der Großen Bärin» von Liselotte Welskopf-Henrich. Kern, Regensburg 2001, ISBN 3-934983-03-0.
- Henner Reitmeier, Rot ist das Blut des Adlers. Portrait Welskopf-Henrich. In: Die Brücke. 154, Mai-August 2010